# David Pejičić
David Pejičić (Šempeter-Vrtojba, Región de Goricia, 14 de junio de 2007) es un futbolista esloveno. Juega de mediocentro ofensivo y su equipo actual es el Udinese Calcio de la Serie A, máxima categoría del fútbol italiano.

## Trayectoria
Firmó su primer contrato profesional con Udinese Calcio el 12 de julio de 2023, entabló un vínculo con la institución hasta el 30 de junio de 2026.
Fue ascendido al primer equipo por el entrenador Andrea Sottil para la temporada 2023-24. Fue convocado a la primera fecha de la Serie A, en lo que fue la derrota 0-3 contra Juventus, estuvo en el banco de suplentes por primera vez pero no tuvo minutos.
Debutó como profesional el 1 de noviembre de 2023, ingresó al minuto 89 para enfrentar a Cagliari en la segunda ronda de la Copa Italia ante más de 5400 espectadores, empataron 1-1 en tiempo reglamentario por lo que fueron a prórroga y tras un gol rival perdieron 1-2. Disputó su primer encuentro oficial con 16 años y la camiseta número 79.

## Selección nacional
Ha sido internacional con la selección de fútbol de Eslovenia en las categorías juveniles sub-15, sub-17 y sub-19.

## Estadísticas

### Clubes
Actualizado al último partido citado el 26 de enero de 2025.
| Club                | Div.          | Temporada     | Liga  | Liga  | Liga   | Copas nacionales | Copas nacionales | Copas nacionales | Copas internacionales | Copas internacionales | Copas internacionales | Total | Total | Total  |
| Club                | Div.          | Temporada     | Part. | Goles | Asist. | Part.            | Goles            | Asist.           | Part.                 | Goles                 | Asist.                | Part. | Goles | Asist. |
| ------------------- | ------------- | ------------- | ----- | ----- | ------ | ---------------- | ---------------- | ---------------- | --------------------- | --------------------- | --------------------- | ----- | ----- | ------ |
| Udinese C. · Italia | 1.ª           | 2023-24       | 0     | 0     | 0      | 1                | 0                | 0                | —                     | —                     | —                     | 1     | 0     | 0      |
| Udinese C. · Italia | 1.ª           | 2024-25       | 0     | 0     | 0      | 0                | 0                | 0                | —                     | —                     | —                     | 0     | 0     | 0      |
| Udinese C. · Italia | 1.ª           | 2025-26       | 0     | 0     | 0      | -                | -                | -                | —                     | —                     | —                     | 0     | 0     | 0      |
| Udinese C. · Italia | Total club    | Total club    | 0     | 0     | 0      | 1                | 0                | 0                | 0                     | 0                     | 0                     | 1     | 0     | 0      |
| Total carrera       | Total carrera | Total carrera | 0     | 0     | 0      | 1                | 0                | 0                | 0                     | 0                     | 0                     | 1     | 0     | 0      |
| 1.                  |               |               |       |       |        |                  |                  |                  |                       |                       |                       |       |       |        |

### Selección
Actualizado al último partido citado el 19 de noviembre de 2024.
| Selección         | Temporada         | Continental | Continental | Continental | Mundial | Mundial | Mundial | Amistosos | Amistosos | Amistosos | Total | Total | Total  |
| Selección         | Temporada         | Part.       | Goles       | Asist.      | Part.   | Goles   | Asist.  | Part.     | Goles     | Asist.    | Part. | Goles | Asist. |
| ----------------- | ----------------- | ----------- | ----------- | ----------- | ------- | ------- | ------- | --------- | --------- | --------- | ----- | ----- | ------ |
| Sub-15 Eslovenia  | 2022              | —           | —           | —           | —       | —       | —       | 2         | 0         | 1         | 2     | 0     | 1      |
| Sub-15 Eslovenia  | Total sel.        | 0           | 0           | 0           | 0       | 0       | 0       | 2         | 0         | 1         | 2     | 0     | 1      |
| Sub-17 Eslovenia  | 2022-23           | 9           | 1           | 0           | —       | —       | —       | 2         | 0         | 0         | 11    | 1     | 0      |
| Sub-17 Eslovenia  | 2023-24           | 6           | 2           | 0           | —       | —       | —       | 4         | 2         | 1         | 10    | 4     | 1      |
| Sub-17 Eslovenia  | Total sel.        | 15          | 3           | 0           | 0       | 0       | 0       | 6         | 2         | 1         | 21    | 5     | 1      |
| Sub-19 Eslovenia  | 2024-25           | 3           | 1           | 0           | —       | —       | —       | 6         | 0         | 0         | 9     | 1     | 0      |
| Sub-19 Eslovenia  | Total sel.        | 3           | 1           | 0           | 0       | 0       | 0       | 6         | 0         | 0         | 9     | 1     | 0      |
| Total selecciones | Total selecciones | 18          | 4           | 0           | 0       | 0       | 0       | 14        | 2         | 1         | 32    | 6     | 1      |
| 1.                |                   |             |             |             |         |         |         |           |           |           |       |       |        |